# Cornales
Cornales is een botanische naam, voor een orde van tweezaadlobbige planten: de naam is gevormd uit de familienaam Cornaceae. Een orde onder deze naam wordt vrij algemeen erkend door systemen van plantentaxonomie.
In het APG II-systeem (2003), onveranderd ten opzichte van het APG-systeem (1998) is de omschrijving als volgt:
- orde Cornales
  - familie Cornaceae (Kornoeljefamilie)

[+ familie Nyssaceae ]
  - familie Curtisiaceae
  - familie Grubbiaceae
  - familie Hydrangeaceae (Hortensiafamilie)
  - familie Hydrostachyaceae
  - familie Loasaceae

waarbij de familie tussen "[+ ...]" optioneel is, desgewenst af te splitsen.
In het Cronquist-systeem (1981) was de samenstelling als volgt:
- orde Cornales
  - familie Alangiaceae
  - familie Cornaceae
  - familie Garryaceae
  - familie Nyssaceae

Hierbij is dan op te merken dat de grenzen van de familie Cornaceae sensu Cronquist heel anders zijn dan die in APG: zo wordt in APG de familie Alangiaceae ingevoegd, maar Curtisiaceae juist afgesplitst. De geslachten Aucuba en Garrya worden door APG ondergebracht in de orde Garryales.